# Assemblée parlementaire de la Méditerranée
 (juillet 2025).
Si vous disposez d'ouvrages ou d'articles de référence ou si vous connaissez des sites web de qualité traitant du thème abordé ici, merci de compléter l'article en donnant les références utiles à sa vérifiabilité et en les liant à la section « Notes et références ».
En pratique : Quelles sources sont attendues ? Comment ajouter mes sources ?
Assemblée parlementaire de la Méditerranée
L'Assemblée parlementaire de la Méditerranée (en anglais : Parliamentary Assembly of the Mediterranean, PAM ; en arabe : برلمان البحر الأبيض المتوسط) est une organisation internationale fondée en 2005 par les parlements nationaux des pays de la région euro-méditerranéenne. Elle est le successeur juridique de la Conférence sur la sécurité et la coopération en Méditerranée (CSCM), lancée au début des années 1990.

## Siège et bureaux
Initialement basé à Malte, le siège de l'organisation a été transféré dans la République de Saint-Marin. La PAM possède également des bureaux à la Naples et des observateurs permanents auprès de l'ONU à Genève, New York et Vienne. De plus, elle a un officier de liaison à Jérusalem auprès de l’UNSCO et de l’UNIFIL, ainsi qu’une représentation permanente auprès de la Ligue arabe au Caire.

## Objectifs
L'objectif principal de la PAM est de promouvoir la coopération politique, économique et sociale parmi les États membres afin de trouver des solutions communes aux défis auxquels la région euro-méditerranéenne et du Golfe est confrontée, et de créer un espace de paix et de prospérité pour ses peuples. La PAM est un centre d'excellence pour la diplomatie parlementaire régionale, offrant un forum unique dont l'adhésion est exclusivement ouverte aux pays de la région euro-méditerranéenne et du Golfe.

## Organisation interne
La PAM fonctionne principalement à travers trois commissions permanentes et se réunit une fois par an en session plénière. Elle peut également mettre en place des groupes de travail, des comités ad hoc ou des forces spéciales pour traiter de sujets particuliers (par exemple, le contre-terrorisme, la construction de la confiance, le processus de paix au Moyen-Orient, etc.). Le travail de ces organes est coordonné par le secrétariat international de la PAM, qui fournit une assistance aux membres dans l'exécution de leur mandat.

## Membres
L'Assemblée parlementaire de la Méditerranée compte 31 parlements membres à part entière, 2 États membres associés, et plusieurs partenaires et observateurs internationaux.

### États membres
- Albanie
- Algérie
- Andorre
- Bosnie-Herzégovine
- Croatie
- Chypre
- Égypte
- France
- Grèce
- Israël
- Italie
- Jordanie
- Liban
- Libye
- Malte
- Mauritanie
- Monaco
- Monténégro
- Maroc
- Macédoine du Nord
- Palestine
- Portugal
- Qatar
- Roumanie
- Saint-Marin
- Serbie
- Slovénie
- Syrie
- Tunisie
- Turquie
- Émirats arabes unis

### États membres associés
- Saint-Siège
- Ordre souverain de Malte

## Relations avec d'autres organisations internationales
La PAM entretient des relations étroites avec des organisations internationales telles que l'Union européenne, l'Union pour la Méditerranée et plusieurs agences des Nations unies.